# Championnats du monde de ski alpin 2019 - Slalom Géant hommes
Navigation
Édition précédente Édition suivante
Les deux manches du Slalom Géant hommes des Championnats du monde de ski alpin 2019 ont lieu le 15 février. Quatre ans près son unique victoire en Coupe du monde dans la discipline, Henrik Kristoffersen remporte le premier titre mondial de sa carrière. Il doit son succès à sa meilleure maîtrise du deuxième tracé, par rapport à Marcel Hirscher et Alexis Pinturault qui l'avaient devancé en première manche et qui finissent respectivement en argent et en bronze.  La plus belle remontée de cette course est celle de Marco Schwarz, 16e temps de la première manche, et qui se montre le plus rapide sur le second tracé pour décrocher la 5e place finale. 

## Résultats[3],[4]
La première manche s'est déroulée à partir de 14 h 15, la deuxième à partir du 30e temps, a démarré à 17 h 45.
| Rang               | Dossard | Nom                           | Pays               | Manche 1      | Rang      | Manche 2          | Rang              | Total             | Écart             |
| ------------------ | ------- | ----------------------------- | ------------------ | ------------- | --------- | ----------------- | ----------------- | ----------------- | ----------------- |
| Médaille d'or      | 1       | Henrik Kristoffersen          | Norvège            | 1 min 10 s 15 | 3         | 1 min 10 s 09     | 5                 | 2 min 20 s 24     |                   |
| Médaille d'argent  | 5       | Marcel Hirscher               | Autriche           | 1 min 10 s 07 | 2         | 1 min 10 s 37     | 10                | 2 min 20 s 44     | +0 s 20           |
| Médaille de bronze | 2       | Alexis Pinturault             | France             | 1 min 9 s 97  | 1         | 1 min 10 s 69     | 19                | 2 min 20 s 66     | +0 s 42           |
| 4                  | 6       | Loïc Meillard                 | Suisse             | 1 min 10 s 72 | 5         | 1 min 10 s 44     | 14                | 2 min 21 s 16     | +0 s 92           |
| 5                  | 16      | Marco Schwarz                 | Autriche           | 1 min 11 s 68 | 16        | 1 min 9 s 60      | 1                 | 2 min 21 s 28     | +1 s 04           |
| 5                  | 3       | Žan Kranjec                   | Slovénie           | 1 min 10 s 81 | 6         | 1 min 10 s 47     | 15                | 2 min 21 s 28     | +1 s 04           |
| 7                  | 9       | Leif Kristian Nestvold-Haugen | Norvège            | 1 min 11 s 35 | 10        | 1 min 9 s 97      | 3                 | 2 min 21 s 32     | +1 s 08           |
| 8                  | 23      | Alexander Schmid              | Allemagne          | 1 min 10 s 89 | 7         | 1 min 10 s 54     | 16                | 2 min 21 s 43     | +1 s 19           |
| 9                  | 30      | Stefan Brennsteiner           | Autriche           | 1 min 11 s 41 | 12        | 1 min 10 s 21     | 7                 | 2 min 21 s 62     | +1 s 38           |
| 11                 | 22      | Marco Odermatt                | Suisse             | 1 min 11 s 23 | 8         | 1 min 10 s 40     | 11                | 2 min 21 s 63     | +1 s 39           |
| 11                 | 10      | Ted Ligety                    | États-Unis         | 1 min 11 s 55 | 13        | 1 min 10 s 23     | 8                 | 2 min 21 s 78     | +1 s 54           |
| 12                 | 14      | Tommy Ford                    | États-Unis         | 1 min 11 s 40 | 11        | 1 min 10 s 40     | 11                | 2 min 21 s 80     | +1 s 56           |
| 13                 | 25      | Rasmus Windingstad            | Norvège            | 1 min 11 s 64 | 15        | 1 min 10 s 20     | 6                 | 2 min 21 s 84     | +1 s 60           |
| 14                 | 12      | Victor Muffat-Jeandet         | France             | 1 min 11 s 92 | 19        | 1 min 10 s 04     | 4                 | 2 min 21 s 96     | +1 s 72           |
| 15                 | 15      | Manuel Feller                 | Autriche           | 1 min 11 s 79 | 17        | 1 min 10 s 42     | 13                | 2 min 22 s 21     | +1 s 97           |
| 16                 | 7       | Matts Olsson                  | Suède              | 1 min 11 s 58 | 14        | 1 min 10 s 66     | 17                | 2 min 22 s 24     | +2 s 00           |
| 17                 | 13      | Mathieu Faivre                | France             | 1 min 11 s 34 | 9         | 1 min 10 s 91     | 21                | 2 min 22 s 25     | +2 s 01           |
| 18                 | 29      | Trevor Philp                  | Canada             | 1 min 12 s 95 | 24        | 1 min 09 s 77     | 2                 | 2 min 22 s 72     | +2 s 48           |
| 19                 | 24      | Filip Zubčić                  | Croatie            | 1 min 12 s 70 | 22        | 1 min 10 s 35     | 9                 | 2 min 23 s 05     | +2 s 81           |
| 20                 | 8       | Luca De Aliprandini           | Italie             | 1 min 11 s 89 | 18        | 1 min 11 s 44     | 27                | 2 min 23 s 33     | +3 s 09           |
| 21                 | 27      | Ryan Cochran-Siegle           | États-Unis         | 1 min 12 s 47 | 20        | 1 min 11 s 41     | 26                | 2 min 23 s 88     | +3 s 64           |
| 22                 | 36      | Štefan Hadalin                | Slovénie           | 1 min 12 s 64 | 21        | 1 min 11 s 29     | 25                | 2 min 23 s 93     | +3 s 69           |
| 23                 | 35      | Simon Maurberger              | Italie             | 1 min 13 s 30 | 28        | 1 min 10 s 68     | 18                | 2 min 23 s 98     | +3 s 74           |
| 24                 | 49      | Tomoya Ishii                  | Japon              | 1 min 13 s 42 | 30        | 1 min 10 s 78     | 20                | 2 min 24 s 20     | +3 s 96           |
| 25                 | 42      | Samu Torsti                   | Finlande           | 1 min 13 s 12 | 26        | 1 min 11 s 21     | 23                | 2 min 24 s 33     | +4 s 09           |
| 26                 | 33      | Sam Maes                      | Belgique           | 1 min 13 s 33 | 29        | 1 min 11 s 01     | 22                | 2 min 24 s 34     | +4 s 10           |
| 27                 | 34      | Pavel Trikhichev              | Russie             | 1 min 13 s 13 | 27        | 1 min 11 s 68     | 28                | 2 min 24 s 81     | +4 s 57           |
| 28                 | 40      | Maarten Meiners               | Pays-Bas           | 1 min 14 s 09 | 33        | 1 min 11 s 23     | 24                | 2 min 25 s 32     | +5 s 08           |
| 29                 | 46      | Albert Popov                  | Bulgarie           | 1 min 14 s 56 | 36        | 1 min 12 s 02     | 29                | 2 min 26 s 58     | +6 s 34           |
| 30                 | 43      | Simon Fournier                | Canada             | 1 min 13 s 89 | 31        | 1 min 12 s 79     | 31                | 2 min 26 s 68     | +6 s 44           |
| 31                 | 54      | Jan Zabystřan                 | Tchéquie           | 1 min 14 s 75 | 37        | 1 min 1 s 45      | 30                | 2 min 27 s 20     | +6 s 96           |
| 32                 | 61      | Daniel Paulus                 | Tchéquie           | 1 min 14 s 30 | 34        | 1 min 12 s 96     | 32                | 2 min 27 s 26     | +7 s 02           |
| 33                 | 55      | Juan del Campo                | Espagne            | 1 min 14 s 83 | 39        | 1 min 13 s 42     | 33                | 2 min 28 s 25     | +8 s 01           |
| 34                 | 37      | Willis Feasey                 | Nouvelle-Zélande   | 1 min 14 s 81 | 38        | 1 min 13 s 71     | 34                | 2 min 28 s 52     | +8 s 28           |
| 35                 | 75      | Yoan Todorov                  | Bulgarie           | 1 min 16 s 30 | 45        | 1 min 14 s 58     | 35                | 2 min 30 s 88     | +10 s 64          |
| 36                 | 48      | Adam Barwood                  | Nouvelle-Zélande   | 1 min 16 s 40 | 46        | 1 min 14 s 85     | 36                | 2 min 31 s 25     | +11 s 01          |
| 37                 | 63      | Elias Kolega                  | Croatie            | 1 min 16 s 84 | 50        | 1 min 15 s 03     | 37                | 2 min 31 s 87     | +11 s 63          |
| 38                 | 68      | Samuel Kolega                 | Croatie            | 1 min 16 s 74 | 47        | 1 min 15 s 22     | 38                | 2 min 31 s 96     | +11 s 72          |
| 39                 | 74      | Zaks Gedra                    | Lettonie           | 1 min 18 s 32 | 53        | 1 min 15 s 44     | 39                | 2 min 33 s 76     | +13 s 52          |
| 40                 | 69      | Sven von Appen                | Chili              | 1 min 18 s 15 | 52        | 1 min 16 s 26     | 40                | 2 min 34 s 41     | + 14. s 17        |
| 41                 | 71      | Andrej Drukarov               | Lituanie           | 1 min 18 s 82 | 54        | 1 min 17 s 23     | 41                | 2 min 36 s 05     | +15 s 81          |
| 42                 | 81      | Eldar Salihović               | Monténégro         | 1 min 20 s 32 | 59        | 1 min 18 s 45     | 42                | 2 min 38 s 77     | + 18 s 53         |
| 43                 | 79      | Nikolaos Tziovas              | Grèce              | 1 min 20 s 08 | 56        | 1 min 18 s 77     | 43                | 2 min 38 s 85     | + 18 s 61         |
| 44                 | 78      | Benjamin Szollos              | Israël             | 1 min 20 s 23 | 58        | 1 min 18 s 83     | 44                | 2 min 39 s 05     | + 18 s 82         |
| 45                 | 73      | Casper Dyrbye Næsted          | Danemark           | 1 min 20 s 65 | 60        | 1 min 19 s 21     | 45                | 2 min 39 s 86     | + 19 s 62         |
| 46                 | 95      | Komiljon Tukhtaev             | Ouzbékistan        | 1 min 19 s 97 | 55        | 1 min 20 s 02     | 46                | 2 min 39 s 99     | + 19 s 75         |
| —                  | 4       | Thomas Fanara                 | France             | 1 min 10 s 39 | 4         | Abandon           | Abandon           | Abandon           | Abandon           |
| —                  | 28      | Roland Leitinger              | Autriche           | 1 min 12 s 73 | 23        | Abandon           | Abandon           | Abandon           | Abandon           |
| —                  | 38      | Charlie Raposo                | Grande-Bretagne    | 1 min 14 s 05 | 32        | Abandon           | Abandon           | Abandon           | Abandon           |
| —                  | 45      | Aleksandr Andrienko           | Russie             | 1 min 14 s 38 | 35        | Abandon           | Abandon           | Abandon           | Abandon           |
| —                  | 41      | Arttu Niemela                 | Finlande           | 1 min 14 s 83 | 39        | Abandon           | Abandon           | Abandon           | Abandon           |
| —                  | 50      | Ian Gut                       | Liechtenstein      | 1 min 15 s 36 | 41        | Abandon           | Abandon           | Abandon           | Abandon           |
| —                  | 65      | Dries Van Den Broecke         | Belgique           | 1 min 15 s 60 | 42        | Abandon           | Abandon           | Abandon           | Abandon           |
| —                  | 31      | Adam Žampa                    | Slovaquie          | 1 min 15 s 79 | 43        | Abandon           | Abandon           | Abandon           | Abandon           |
| —                  | 39      | Andreas Žampa                 | Slovaquie          | 1 min 16 s 02 | 44        | Abandon           | Abandon           | Abandon           | Abandon           |
| —                  | 64      | Leon Nikić                    | Croatie            | 1 min 16 s 75 | 48        | Abandon           | Abandon           | Abandon           | Abandon           |
| —                  | 62      | Tomas Birkner De Miguel       | Argentine          | 1 min 17 s 30 | 51        | Abandon           | Abandon           | Abandon           | Abandon           |
| —                  | 85      | Daniil Chertsin               | Biélorussie        | 1 min 20 s 16 | 57        | Abandon           | Abandon           | Abandon           | Abandon           |
| —                  | 18      | Manfred Mölgg                 | Italie             | 1 min 13 s 10 | 25        | Non parti         | Non parti         | Non parti         | Non parti         |
| —                  | 67      | Matej Falat                   | Slovaquie          | 1 min 16 s 82 | 49        | Non parti         | Non parti         | Non parti         | Non parti         |
| —                  | 84      | Matthieu Osch                 | Luxembourg         | 1 min 21 s 23 | 61        | Non qualification | Non qualification | Non qualification | Non qualification |
| —                  | 80      | Michael Poettoz               | Colombie           | 1 min 21 s 99 | 62        | Non qualification | Non qualification | Non qualification | Non qualification |
| —                  | 83      | Luka Bozhinovski              | Macédoine du Nord  | 1 min 22 s 35 | 63        | Non qualification | Non qualification | Non qualification | Non qualification |
| —                  | 87      | Alexandru Barbu               | Roumanie           | 1 min 22 s 74 | 64        | Non qualification | Non qualification | Non qualification | Non qualification |
| —                  | 93      | Albin Tahiri                  | Kosovo             | 1 min 23 s 03 | 65        | Non qualification | Non qualification | Non qualification | Non qualification |
| —                  | 92      | Ivan Kovbasnyuk               | Ukraine            | 1 min 23 s 25 | 66        | Non qualification | Non qualification | Non qualification | Non qualification |
| —                  | 86      | Zakhar Kuchin                 | Kazakhstan         | 1 min 23 s 86 | 67        | Non qualification | Non qualification | Non qualification | Non qualification |
| —                  | 94      | Zhang Yangming                | Chine              | 1 min 25 s 39 | 68        | Non qualification | Non qualification | Non qualification | Non qualification |
| —                  | 91      | Evgeniy Timofeev              | Kirghizistan       | 1 min 25 s 75 | 69        | Non qualification | Non qualification | Non qualification | Non qualification |
| —                  | 89      | Pouria Saveh-Shemshaki        | Iran               | 1 min 26 s 86 | 70        | Non qualification | Non qualification | Non qualification | Non qualification |
| —                  | 97      | Giorgos Kakkouras             | Chypre             | 1 min 28 s 07 | 71        | Non qualification | Non qualification | Non qualification | Non qualification |
| —                  | 98      | Naim Fenianos                 | Liban              | 1 min 29 s 09 | 72        | Non qualification | Non qualification | Non qualification | Non qualification |
| —                  | 96      | Samuel Almeida                | Portugal           | 1 min 29 s 93 | 73        | Non qualification | Non qualification | Non qualification | Non qualification |
| —                  | 90      | Bence Nagy                    | Hongrie            | Abandon       | Abandon   | Abandon           | Abandon           | Abandon           | Abandon           |
| —                  | 88      | Cormac Comerford              | Irlande            | Abandon       | Abandon   | Abandon           | Abandon           | Abandon           | Abandon           |
| —                  | 82      | Strahinja Stanišić            | Serbie             | Abandon       | Abandon   | Abandon           | Abandon           | Abandon           | Abandon           |
| —                  | 77      | Aleksi Beniaidze              | Géorgie            | Abandon       | Abandon   | Abandon           | Abandon           | Abandon           | Abandon           |
| —                  | 76      | Emir Lokmić                   | Bosnie-Herzégovine | Abandon       | Abandon   | Abandon           | Abandon           | Abandon           | Abandon           |
| —                  | 72      | Simon Breitfuss Kammerlander  | Bolivie            | Abandon       | Abandon   | Abandon           | Abandon           | Abandon           | Abandon           |
| —                  | 70      | Sturla Snær Snorrason         | Islande            | Abandon       | Abandon   | Abandon           | Abandon           | Abandon           | Abandon           |
| —                  | 66      | Matej Prieložný               | Slovaquie          | Abandon       | Abandon   | Abandon           | Abandon           | Abandon           | Abandon           |
| —                  | 60      | Elian Lehto                   | Finlande           | Abandon       | Abandon   | Abandon           | Abandon           | Abandon           | Abandon           |
| —                  | 59      | Alejandro Puente Tasias       | Espagne            | Abandon       | Abandon   | Abandon           | Abandon           | Abandon           | Abandon           |
| —                  | 58      | Carl Jonsson                  | Suède              | Abandon       | Abandon   | Abandon           | Abandon           | Abandon           | Abandon           |
| —                  | 57      | Axel Esteve                   | Andorre            | Abandon       | Abandon   | Abandon           | Abandon           | Abandon           | Abandon           |
| —                  | 56      | Miha Hrobat                   | Slovénie           | Abandon       | Abandon   | Abandon           | Abandon           | Abandon           | Abandon           |
| —                  | 53      | Ivan Kuznetsov                | Russie             | Abandon       | Abandon   | Abandon           | Abandon           | Abandon           | Abandon           |
| —                  | 52      | Axel Lindqvist                | Suède              | Abandon       | Abandon   | Abandon           | Abandon           | Abandon           | Abandon           |
| —                  | 47      | Harry Laidlaw                 | Australie          | Abandon       | Abandon   | Abandon           | Abandon           | Abandon           | Abandon           |
| —                  | 44      | Mattias Rönngren              | Suède              | Abandon       | Abandon   | Abandon           | Abandon           | Abandon           | Abandon           |
| —                  | 32      | Brian McLaughlin              | États-Unis         | Abandon       | Abandon   | Abandon           | Abandon           | Abandon           | Abandon           |
| —                  | 26      | Erik Read                     | Canada             | Abandon       | Abandon   | Abandon           | Abandon           | Abandon           | Abandon           |
| —                  | 21      | Riccardo Tonetti              | Italie             | Abandon       | Abandon   | Abandon           | Abandon           | Abandon           | Abandon           |
| —                  | 20      | Thomas Tumler                 | Suisse             | Abandon       | Abandon   | Abandon           | Abandon           | Abandon           | Abandon           |
| —                  | 19      | Gino Caviezel                 | Suisse             | Abandon       | Abandon   | Abandon           | Abandon           | Abandon           | Abandon           |
| —                  | 17      | Aleksander Aamodt Kilde       | Norvège            | Abandon       | Abandon   | Abandon           | Abandon           | Abandon           | Abandon           |
| —                  | 11      | Stefan Luitz                  | Allemagne          | Abandon       | Abandon   | Abandon           | Abandon           | Abandon           | Abandon           |
| —                  | 51      | Jack Gower                    | Grande-Bretagne    | Non parti     | Non parti | Non parti         | Non parti         | Non parti         | Non parti         |